# Mayumi (filme)
Mayumi é um filme de drama sul-coreano de 1990 dirigido e escrito por Shin Sang-ok. Foi selecionado como representante da Coreia do Sul à edição do Oscar 1991, organizada pela Academia de Artes e Ciências Cinematográficas.

## Elenco
- Kim Sora - Mayumi
- Lee Hak-jae - Shin'ichi
- Shin Seong-il
- George Kennedy
- Reiko Oshida - Yaeko Taguchi
- Yoon Il-bong
- Yoon Yang-ha
- Choi Jong-won
- Lee Ho-seong
- Choi Yun-seok